# PSP 3000
La PlayStation Portable 3000 es una videoconsola portátil fabricada por Sony. 

## Cambios en el sistema
En comparación con el PlayStation Portable Slim & Lite, la PlayStation Portable 3000 tiene una mejor pantalla LCD con una mayor gama de colores, cinco veces más la relación de contraste, la mitad del tiempo de respuesta de los píxeles para reducir los efectos borrosos, una nueva estructura de sub-píxel, y la tecnología anti reflectiva para mejorar la jugabilidad al aire libre. La pantalla consume más corriente que la de la PSP-2000, provocando inicialmente una reducción del tiempo de vida de la batería de la consola por "alrededor de 20 minutos", de acuerdo con el director de comercialización de hardware de Sony Corporation John Koller. Sin embargo, luego publicó una declaración retractándose de este comentario, diciendo que "la pantalla de la nueva PSP consume un poco más de energía", pero "nuestros ingenieros en Japón, trabajaron para reducir el consumo total de energía en el sistema incluyendo sus componentes".
Micrófono integrado
Tiene un micrófono integrado, cuyo objetivo es establecer la PSP como "un dispositivo de comunicación viable", según el jefe de Sony Europa, David Reeves. Actualmente, este micrófono es necesario para hacer uso del servicio telefónico vía Internet Wi-Fi de Skype, el cual se añadió a través de actualizaciones de firmware en enero de 2008. Los juegos de PSP podrán verse en televisores con exploración entrelazada (no de escaneo progresivo) mediante cables de vídeo compuestos pero los resultados no son los mismos que con un cable por componentes ya que el juego se visualizará en una pantalla muy reducida en el televisor o monitor. Los botones START y SELECT han cambiado de semicircular a círculos rectángulados, el botón home se sustituye por un botón PS similar al de la PlayStation 3.

## Características nuevas
- Micrófonos incorporados
- El símbolo del botón HOME ha sido reemplazado por el símbolo PS.
- Los botones inferiores cambian de forma.
- Un anillo más fino.
- La pantalla ofrece algo más de contraste.
- La batería durará lo mismo que la PSP Slim & Lite, aunque en un principio se dijo que duraría menos.

El nuevo modelo PlayStation PSP-3000, además de incluir las funciones principales y el diseño ergonómico de PSP-2000, posee una pantalla mejorada, la cual ofrece mejor visibilidad al exponer el sistema a la luz natural. El modelo PSP-3000 cuenta también con un micrófono integrado que permitirá sacarle el máximo partido a las funciones de comunicación de Skype, entre otros productos.

## Características técnicas de PlayStation PSP-3000
- Tamaño de pantalla: 4.3 pulgadas, proporción 16:9.
- Resolución de pantalla : 480 x 272, 16 millones de colores.
- CPU: MIPS R4000; 333 MHz
- Tamaño: 169 x 71 x 19 mm (6,7 x 2,9 x 0,9 pulgadas).
- Memoria: Memory Stick (hasta 32GB).

### Go!Cam
Gracias a la cámara, que se conecta a través del puerto miniUSB, la Go!Cam convertía la PSP en una cámara de fotos y vídeo. Con una Memory Stick Duo de 8 GB se podía grabar en la PSP más de cuatro horas de vídeo y reproducir inmediatamente el contenido en la pantalla del sistema PSP.
La cámara contaba con una resolución de 1,3 MP y fue relanzada en color negro junto al juego Invizimals

### Go!Explore
Go!Explore incorpora un receptor de GPS para acoplar a PSP y un UMD de software con los mapas seleccionados. Desarrollado en colaboración con TeleAtlas y NavNGo, Go!Explore ofrece lo último en datos de mapas y software de navegación, incluidos mapas en 3D de las ciudades más importantes

### Función uso a distancia
Con la función Uso a distancia es posible controlar y acceder a contenidos de PLAYSTATION 3 desde la PSP, ya sea mediante una red privada local entre PLAYSTATION 3 y PSP de casa o de forma inalámbrica a través de Internet desde cualquier parte del mundo.
Gracias a esta opción, se puede encender el sistema PLAYSTATION 3 desde cualquier parte y acceder a archivos de fotos, música y vídeo almacenados en la unidad de disco duro.
Configurar la comunicación entre PS3 y PSP es un proceso muy sencillo y, en cuestión de minutos, se podrá acceder a contenidos de la PLAYSTATION 3 desde una PSP mediante la tecnología inalámbrica integrada de ambos dispositivos.

### Chat de voz y vídeo de PSP*
Es un UMD que sirve para chatear a través de voz y video con la cámara, mientras juegas juegos en línea.

### Go!Messenger
Go!Messenger se puede utilizar en todas las versiones del PSP, para estar en contacto con amigos de manera gratuita y teniendo acceso a una red inalámbrica, ya sea de casa mediante conexión de banda ancha o en cualquier otra parte a través de los puntos de acceso públicos.
La última versión del software del sistema para PSP permite acceder a este servicio, incluida la mensajería instantánea mediante un nuevo e intuitivo teclado virtual. Además, con unos auriculares con micrófono conectados ('headset'), también se podrá utilizar el chat y los mensajes de voz. Por su parte, los usuarios que dispongan de una cámara PSP tendrán acceso al servicio de videoconferencia.
En la versión 5.50 del Firmware oficial este servicio quedó deshabilitado para el acceso. Esto se debe a que no cumplió las expectativas de Sony.

### Skype
Skype permite realizar llamadas gratuitas desde el sistema PSP Slim & Lite (PSP 2000) a los usuarios de este servicio que dispongan de un sistema PSP o dispositivo compatible, como un PC, un Pocket PC o un Mac, en cualquier parte del mundo, desde cualquier modo inalámbrico. También con Skype es posible llamar a teléfonos fijos y móviles con tarifas muy competitivas. Al instalar el software Skype en el sistema PSP, podrás gestionar tu cuenta añadiendo, editando y eliminando contactos, así como llamar a cualquier número de teléfono fijo o móvil mediante el teclado numérico.
Skype también puede llamar a otro PSP que tiene Skype

### PSP Online
PSP ofrece una gran variedad de posibilidades en línea que van más allá de los juegos multijugador: navegación por Internet, correo electrónico, canales RSS y radio por Internet. Su navegador integrado te permite utilizar el sistema PSP para navegar por Internet y consultar tu correo estés donde estés, siempre que tengas acceso a una red inalámbrica. Gracias a la función RSS, es posible descargar y grabar canales RSS de audio, vídeo y fotografía.

### Radio por internet
La radio por Internet te permite escuchar emisoras de radio a través de Internet.

### Media Go
Media Go para PSP es una aplicación de PC muy versátil para transferir archivos desde el ordenador a la PSP. Permite intercambiar vídeos, fotos, música y documentos entre el PC y la PSP, incluidos temas de CD y vídeos de películas domésticas en DVD o cámaras de DVD, además incluye PlayStation Store donde se puede descargar videos, música, temas, imágenes y demo (videojuego) y mucho más.

### Películas en la PSP
Reproduce películas en formato UMD como si es un vídeo guardado en tu Memory Stick Duo, PSP ofrece una buena calidad de imagen y reproducción. También lee videos en formato MP4. Incorpora cámara, para grabar y ver videos (420x272 en la PSP-3010)

### Música
Reproduce música en una gran variedad de formatos, incluidos .mp3, .wav, .wma y ATRAC3, PSP ofrece una fantástica calidad de reproducción y una gran capacidad de ampliación gracias a la Memory Stick Duo
la psp 3000 puede reproducirla gracias a que sus parlantes incorporados dan mayor rendimiento.